# Idaea subexcisata
Idaea subexcisata là một loài bướm đêm trong họ Geometridae.